# Пођо Палоне (Пиза)
Пођо Палоне је насеље у Италији у округу Пиза, региону Тоскана.
Према процени из 2011. у насељу је живело 82 становника. Насеље се налази на надморској висини од 53 м.